# Regina Fuhrer-Wyss
Regina Fuhrer-Wyss (* 27. März 1959; heimatberechtigt in Trubschachen) ist eine Schweizer Politikerin (SP).

## Leben
Regina Fuhrer-Wyss wuchs in Bern und Biel auf und machte nach der Lehre als Handweberin eine Ausbildung zur Bäuerin. Sie lebt und arbeitet auf einem Biohof in Burgistein, den sie 1984 gemeinsam mit ihrem Ehemann übernommen hat. Regina Fuhrer-Wyss ist verheiratet und hat zwei Kinder.

## Politik
Regina Fuhrer-Wyss ist seit 2012 Mitglied des Gemeinderates (Exekutive) von Burgistein und betreut das Ressort Sicherheit. Sie wurde 2014 in den Grossen Rat des Kantons Bern gewählt, wo sie von 2014 bis 2018 der Sicherheitskommission angehörte. Seit 2017 ist Fuhrer-Wyss Mitglied der Geschäftsprüfungskommission. Per Ende Mai 2025 tritt sie zurück, Sven Heunert wird für sie nachrücken.
Von 2001 bis 2011 war Regina Fuhrer-Wyss Mitglied der Landwirtschaftskammer des Schweizer Bauernverbandes und Präsidentin von Bio Suisse. Seit 2011 ist sie Mitglied des Leitungsgremiums SP Frauen BE sowie Präsidentin des Vereins Wohnhilfe Thun. Von 2011 bis 2021 war Regina Fuhrer-Wyss Präsidentin der Kleinbauern-Vereinigung.